# Fausto Pirandello

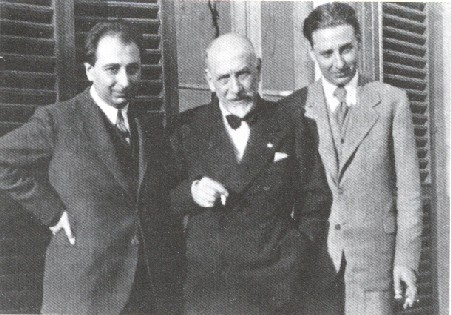
Fausto Pirandello (rechts) met Luigi Pirandello (midden) en Stefano Pirandello in 1931

Fausto Pirandello (Rome, 17 juni 1899 - ?, 1975) was een Italiaans kunstenaar.
Fausto Pirandello werd op 17 juni 1889 in Rome geboren als zoon van de schrijver Luigi Pirandello. Hij studeerde aanvankelijk klassieke talen, maar deze studie werd onderbroken door de militaire dienst tijdens de Eerste Wereldoorlog. Na de oorlog kreeg hij een opleiding tot beeldhouwer bij Sigismundo Lipinsky, maar enkele jaren daarna richtte hij zich op de schilderkunst. Zijn eerste expositie was tijdens de derde Biennale van Rome in 1925.
Aan het einde van 1927 vertrok hij naar Parijs waar hij in contact kwam met onder andere Giorgio de Chirico (1888-1978), Alberto Savinio (1891-1952) en Massimo Campigli (1895-1971). Deze groep schilders exposeerde regelmatig onder de naam ‘Italiani di Parigi’.
In 1931 keerde Fausto Pirandello terug naar Rome, waar hij deel uitmaakte van de ‘Scuola di via Cavour’, een stroming die zich afzette tegen het heersende naturalisme en neoclassicisme. In 1939 exposeerde hij samen met de ‘Corrente’ groep in Milaan. De Corrente groep bestond uit schilders en schrijvers die na 1938 sterk anti-fascistisch waren. Een aantal van deze kunstenaars was tijdens de Tweede Wereldoorlog actief in het verzet. Renato Guttuso (1912-1987) was de meest prominente vertegenwoordiger van deze groep.
Ondanks zijn belangstelling voor alternatieve kunststromingen ontwikkelde Fausto Pirandello een eigen stijl die omschreven kan worden als een expressionistisch realisme (bijvoorbeeld in ‘Interno de mattimo’ uit 1931 en ‘Pioggia d’oro’ uit 1934). Na de Tweede Wereldoorlog maakte hij deel uit van de ‘Scuola Romana’. Het expressionistische werk van deze groep was een inspiratiebron voor veel Italiaanse schilders van de naoorlogse generatie.
Fausto Pirandello ontving talrijke prijzen, waaronder de Premio Marzotto in 1953.